# Šmu'el Flatto-Šaron
Šmu'el Flatto-Šaron (hebrejsky: שמואל פלאטו-שרון, 18. ledna 1930 –7. prosince 2018) byl izraelský podnikatel, politik a bývalý poslanec Knesetu za stranu Pituach ve-Šalom.

## Biografie
Narodil se ve městě Lodž v Polsku. S rodinou se roku 1937 přestěhoval do Francie. Navštěvoval školy v Paříži a Štrasburku. V roce 1945 byl aktivní v komunistických organizacích ve Francii. V roce 1972 přesídlil do Izraele. Stal se podnikatelem.

## Politická dráha
Do Knesetu se dostal ve volbách v roce 1977 na kandidátce strany Pituach ve-Šalom (Rozvoj a mír), kterou sám založil. Nastoupil do parlamentního výboru pro ekonomické záležitosti. Francouzský stát požádal o jeho vydání k trestnímu stíhání kvůli podezření z podvodu a zpronevěry. V Izraeli byl v květnu 1981 odsouzen za volební úplatky. Jeho strana kandidovala ve volbách v roce 1981 i volbách v roce 1984, ale bez zisku mandátů.